# Anton Fahrbach
Anton Fahrbach (Viena, 11 de febrer, 1819 - Idem. 1 de desembre, 1887), va ser un compositor i músic de vals.
Era el germà de Friedrich, Joseph i Philipp Fahrbach, senior. Va ser flautista al Teatre Hofburg amb Johann Strauss (pare) i Joseph Lanner. Més tard va dirigir una classe de flauta al Conservatori de la Societat d'Amics de la Música de Viena.
Va ser enterrat al cementiri protestant de Matzleinsdorf a Viena. La tomba ja s'ha dissolt.